# Ephedra strobilacea
Ephedra strobilacea — вид голонасінних рослин класу гнетоподібних.

## Поширення, екологія
Країни проживання: Афганістан; Іран; Таджикистан; Туркменістан; Узбекистан. Записаний на висотах з 700 м до 2500 м. Чагарник, що росте в посушливих пустельних районах на піщаних схилах. Насіння може поширюватись вітром. Квіти є з квітня по травень.

## Використання
Стебла більшості членів цього роду містять алкалоїд ефедрин і відіграють важливу роль в лікуванні астми та багатьох інших скарг дихальної системи.

## Загрози та охорона
Серйозних загроз не відомо в даний час. Не представлений в ботанічних садах. Ареал виду збігається з деякими охоронними районами. 
| Шишки секвоядендрону | Це незавершена стаття про голонасінні. Ви можете допомогти проєкту, виправивши або дописавши її. |